# 11 mai
ianuarie • februarie • martie  • aprilie  • mai  • iunie  • iulie  • august  • septembrie  • octombrie  • noiembrie  • decembrie
11 mai este a 131-a zi a calendarului gregorian și ziua a 132-a în anii bisecți. Mai sunt 234 de zile până la sfârșitul anului.

## Evenimente

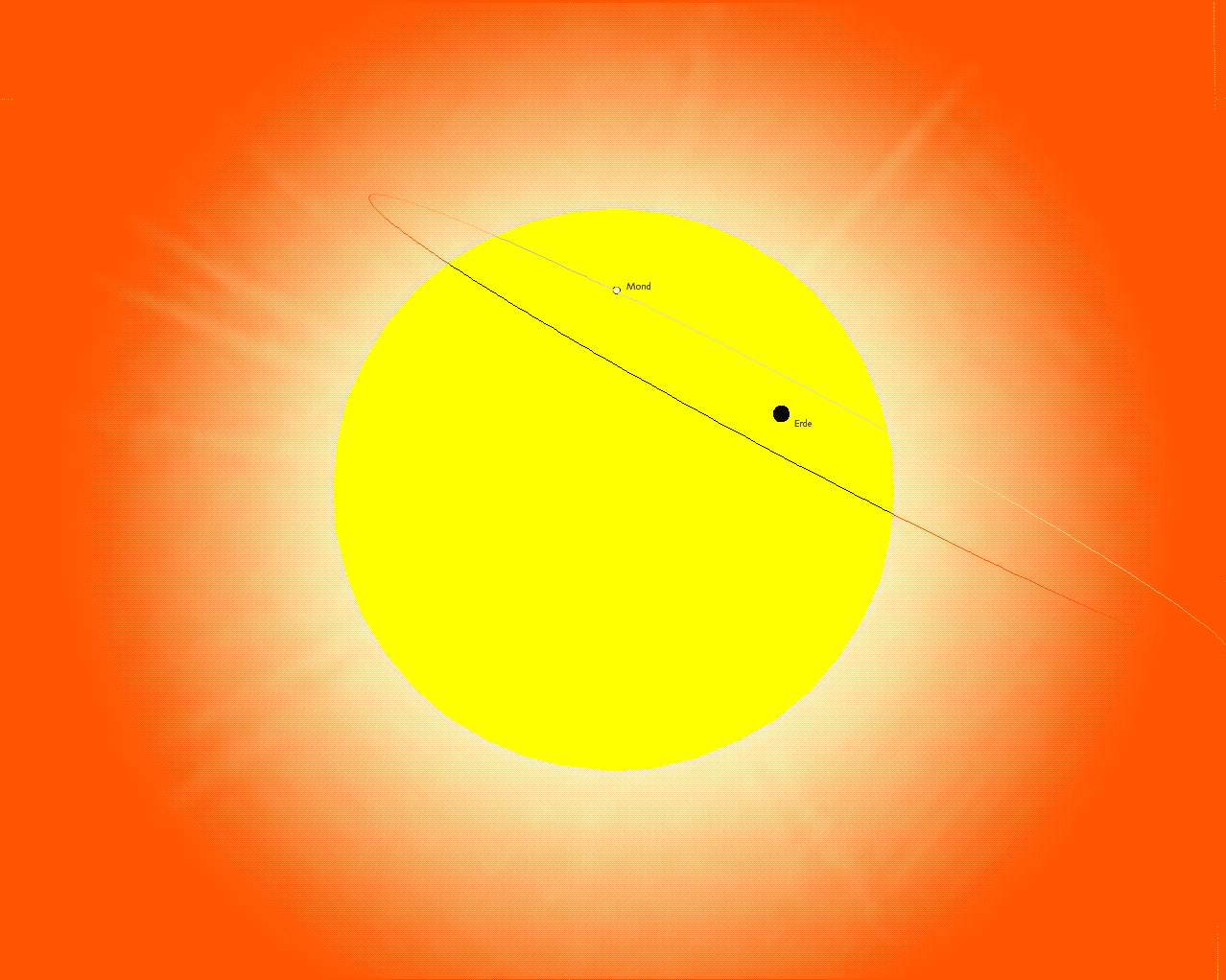
1984: Tranzitarea Pământului peste Soare așa cum se vede de pe Marte. Acest fenomen are loc atunci când planeta Pământ trece între Soare și Marte, acoperind o mică parte a discului Soarelui pentru un observator de pe Marte. În timpul unui tranzit, Pământul ar fi vizibil de pe Marte ca un mic disc negru care se deplasează peste fața Soarelui. Următoarea tranzitare va avea loc la 10 noiembrie 2084.

- 0330: Inaugurarea solemnă a orașului Constantinopol (astăzi Istanbul); ridicat de împăratul Constantin pe locul vechii colonii grecești Byzantion, ca nouă capitală a Imperiului Roman de Răsărit. În 1453 a trecut sub stăpânire turcească.
- 0912: Alexandru devine împărat al Imperiului Bizantin.[1]
- 0973: În prima ceremonie de încoronare organizată vreodată pentru un monarh englez, Edgar cel Pașnic este încoronat rege al Angliei, domnind din 959 d.Hr.[2]  Soția sa, Ælfthryth, este încoronată regină, prima încoronare înregistrată pentru o regină a Angliei.[3]
- 1258: Ludovic al IX-lea al Franței și Iacob I de Aragon semnează Tratatul de la Corbeil, renunțând la pretențiile de stăpânire feudală pe teritoriile celuilalt și separând Casa de Barcelona de politica Franței.[4]
- 1529: Înainte de aceasta dată s-a încheiat un acord între Ioan I Zapolya și domnul Moldovei, Petru Rareș (1527–1538; 1541–1546); Petru Rareș a primit domeniile și cetățile Ciceu, Bistrița, Cetatea de Baltă, Ungurașul și Rodna în schimbul ajutorului acordat împotriva lui Ferdinand de Habsburg.
- 1672: Regele Ludovic al XIV-lea al Franței invadează Olanda.
- 1713: Marele Război al Nordului: După ce au pierdut bătălia de la Helsinki în fața rușilor, trupele suedeze și finlandeze incendiază întregul oraș, pentru ca acesta să nu rămână intact în mâinile rușilor.[5]
- 1784: Limba germană a fost declarată limbă oficială în Transilvania.
- 1812: Primul ministru britanic Spencer Perceval a fost asasinat în holul Camerei Comunelor, fiind primul și unicul premier britanic care a căzut victimă unui atentat.
- 1866: Prima zi ca domnitor a lui Carol I al României, după ce fusese încoronat cu o zi mai devreme.
- 1867: A fost garantată, prin Tratatul de la Londra, independența și neutralitatea Marelui Ducat de Luxemburg.
- 1949: Israelul a fost primit în ONU.
- 1949: Siamul și-a schimbat pentru a doua oară denumirea în Thailanda, denumire pe care o poartă și astăzi și care la acea vreme fusese deja neoficial în uz de zece ani.
- 1960: Adolf Eichmann este capturat de Mossad în Argentina.[6]
- 1968: A început construcția primului autoturism românesc, Dacia.
- 1984: Tranzitarea Pământului peste Soare așa cum se vede de pe Marte. Acest fenomen are loc atunci când planeta Pământ trece între Soare și Marte, acoperind o mică parte a discului Soarelui pentru un observator de pe Marte. În timpul unui tranzit, Pământul ar fi vizibil de pe Marte ca un mic disc negru care se deplasează peste fața Soarelui. Următoarea tranzitare va avea loc la 10 noiembrie 2084.
- 1990: Consiliul Provizoriu de Uniune Națională (CPUN) și-a încetat activitatea, în perspectiva alegerilor de la 20 mai.
- 1997: Deep Blue, un supercomputer care joacă șah, îl învinge pe Garry Kasparov în ultimul joc al revanșei, devenind primul computer care a învins un campion mondial la jocul de șah într-un format clasic de meci.[7]
- 1998: India efectuează trei teste atomice subterane la Pokhran.[8]
- 2004: Posturile arabe de televiziune Al Jazeera și Al-Arabiya au difuzat secvențe video care fac parte dintr-un material preluat de pe un sit islamist, înregistrat cu decapitarea ostaticului american Nicholas Berg de către cinci teroriști.
- 2010: David Cameron devine prim-ministru al Regatului Unit în urma discuțiilor dintre conservatori și liberali democrați și formează prima coaliție de guvernământ din UK de la al Doilea Război Mondial.[9]
- 2024: Cea de-a 68-a ediție a Concursului Muzical Eurovision are loc la Malmö, Suedia. Nemo din Elveția câștigă cu piesa "The Code", devenind primul câștigător non-binar al concursului.[10]

## Nașteri
- 1366: Ana de Bohemia, prima soție a regelui Richard al II-lea al Angliei (d. 1394)
- 1720: Karl Friedrich Hieronymus Freiherr von Münchhausen, aventurier german (d. 1797)
- 1733: Prințesa Victoria a Franței, fiică a regelui Ludovic al XV-lea al Franței (d. 1799)
- 1752: Johann Friedrich Blumenbach, antropolog german (d. 1840)
- 1763: János Batsányi, poet maghiar (d. 1845)

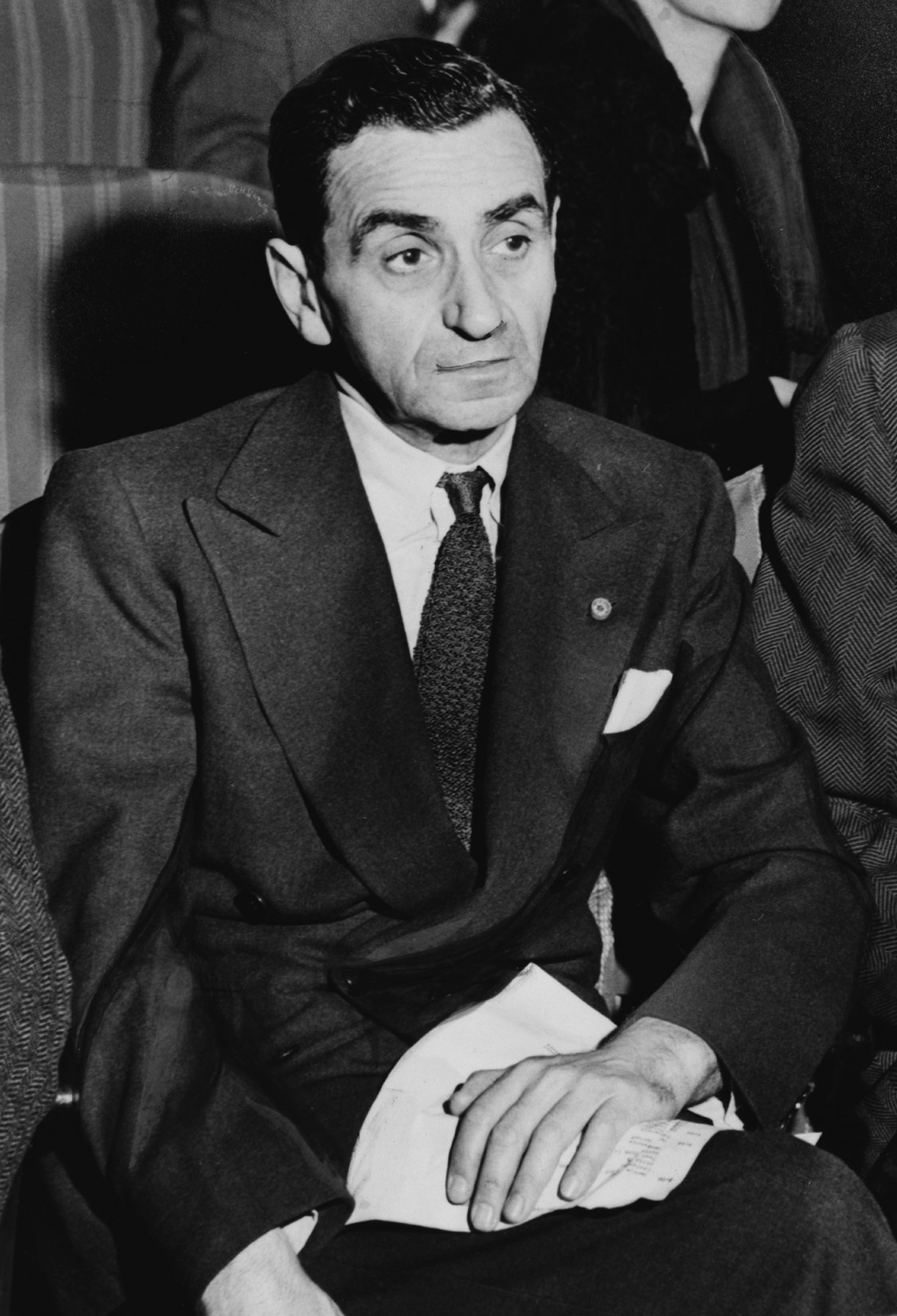
Irving Berlin, compozitor american
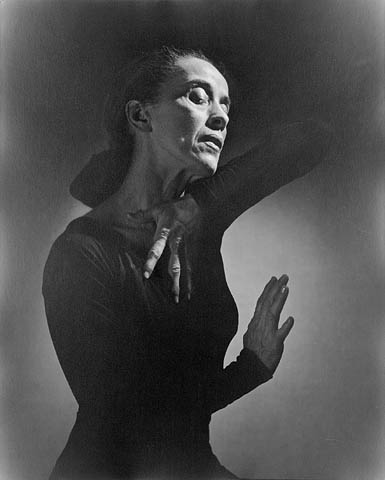
Martha Graham, balerină și coregrafă americană
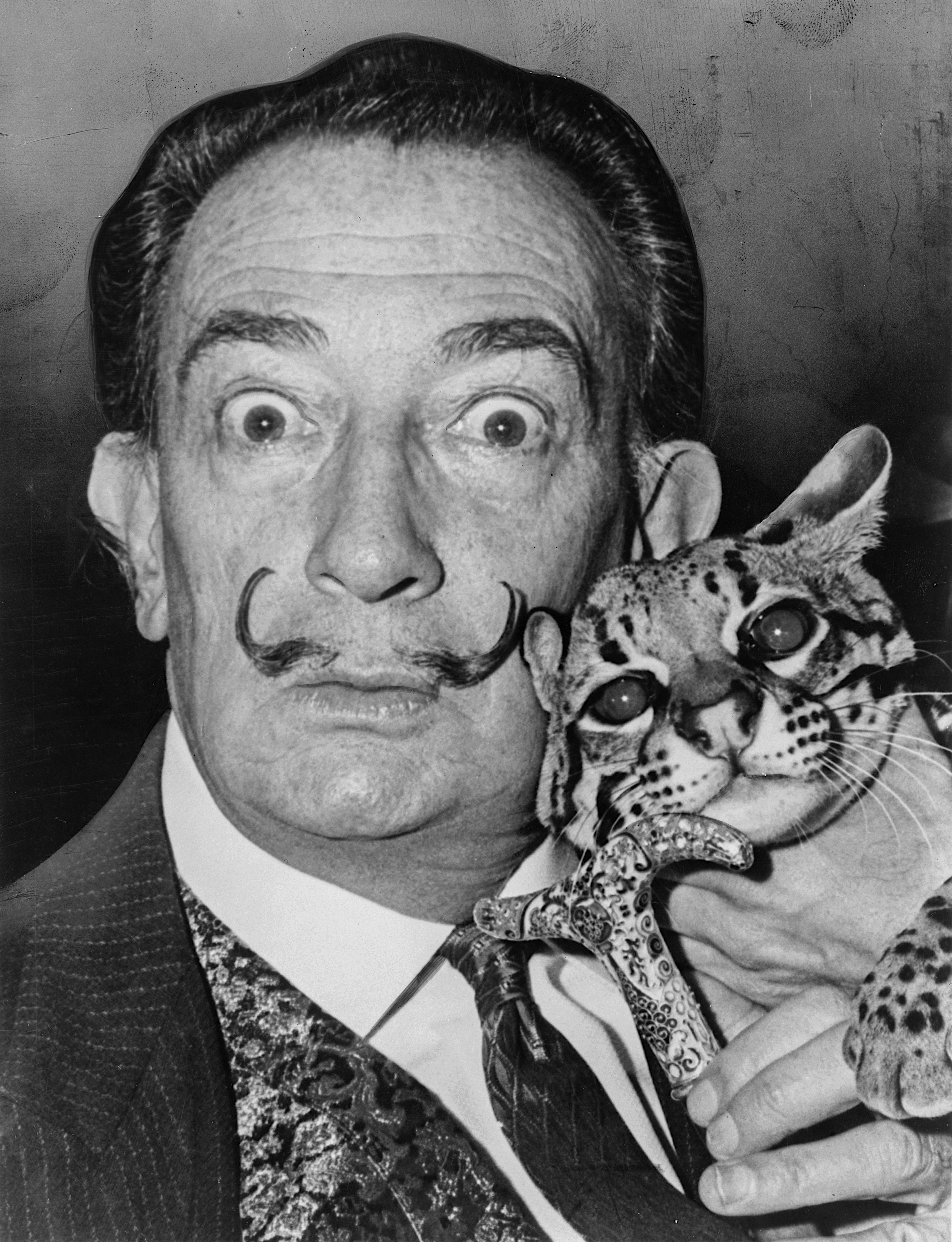
Salvador Dalí, pictor, grafician spaniol

- 1826: Ludovic Piette, pictor francez (d. 1878)
- 1857: Marele Duce Serghei Alexandrovici al Rusiei, fiul Țarului Alexandru al II-lea al Rusiei (d. 1905)
- 1859: Aurel Stodola, inginer, fizician și inventator slovac (d. 1942)
- 1881: Theodore von Kármán, fizician maghiar (d. 1963)
- 1888: Irving Berlin, compozitor american (d. 1989)
- 1892: Margaret Rutherford, actriță engleză (d. 1972)
- 1894: Martha Graham, balerină și coregrafă americană (d. 1991)
- 1899: Sára Salkaházi, călugăriță maghiară, dreaptă între popoare (d. 1944)
- 1901: Rose Ausländer, poetă germană din Cernăuți (d. 1988)
- 1904: Salvador Dalí, pictor, grafician spaniol (d. 1989)
- 1905: Vasile Jitariu, biolog român (d. 1989)
- 1905: Mihail Șolohov, scriitor rus, laureat al Premiului Nobel (d. 1984)
- 1911: Phil Silvers, actor și comediant american (d. 1985)
- 1913: Beate Fredanov, actriță română (d. 1997)
- 1914: Haroun Tazieff, vulcanolog francez (d. 1998)
- 1916: Camilo José Cela, scriitor spaniol, laureat al Premiului Nobel (d. 2002)
- 1918: Richard Feynman, fizician american, laureat al Premiului Nobel (d. 1988)
- 1924: Antony Hewish, astronom englez, laureat al Premiului Nobel (d. 2021)2021
- 1925: Rubem Fonseca, scriitor brazilian (d. 2020)
- 1926: Horia Colan, inginer român (d. 2017)
- 1926: Valeriu D. Cotea, enolog român (d. 2016)
- 1930: Edsger Dijkstra, informatician olandez (d. 2002)
- 1941: Eric Burdon, cântăreț britanic (The Animals)
- 1942: Prințesa Irene a Greciei și Danemarcei, cel mai mic copil al regelui Paul al Greciei
- 1946: Robert Jarvik, medic și inventator american
- 1946: Flavius Domide, fotbalist român

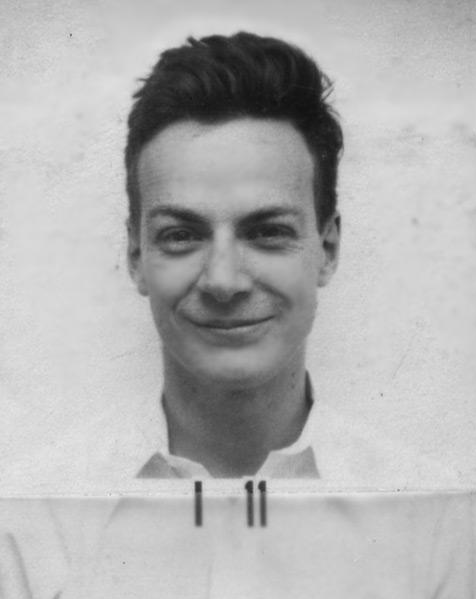
Richard Feynman, fizician american, laureat Nobel
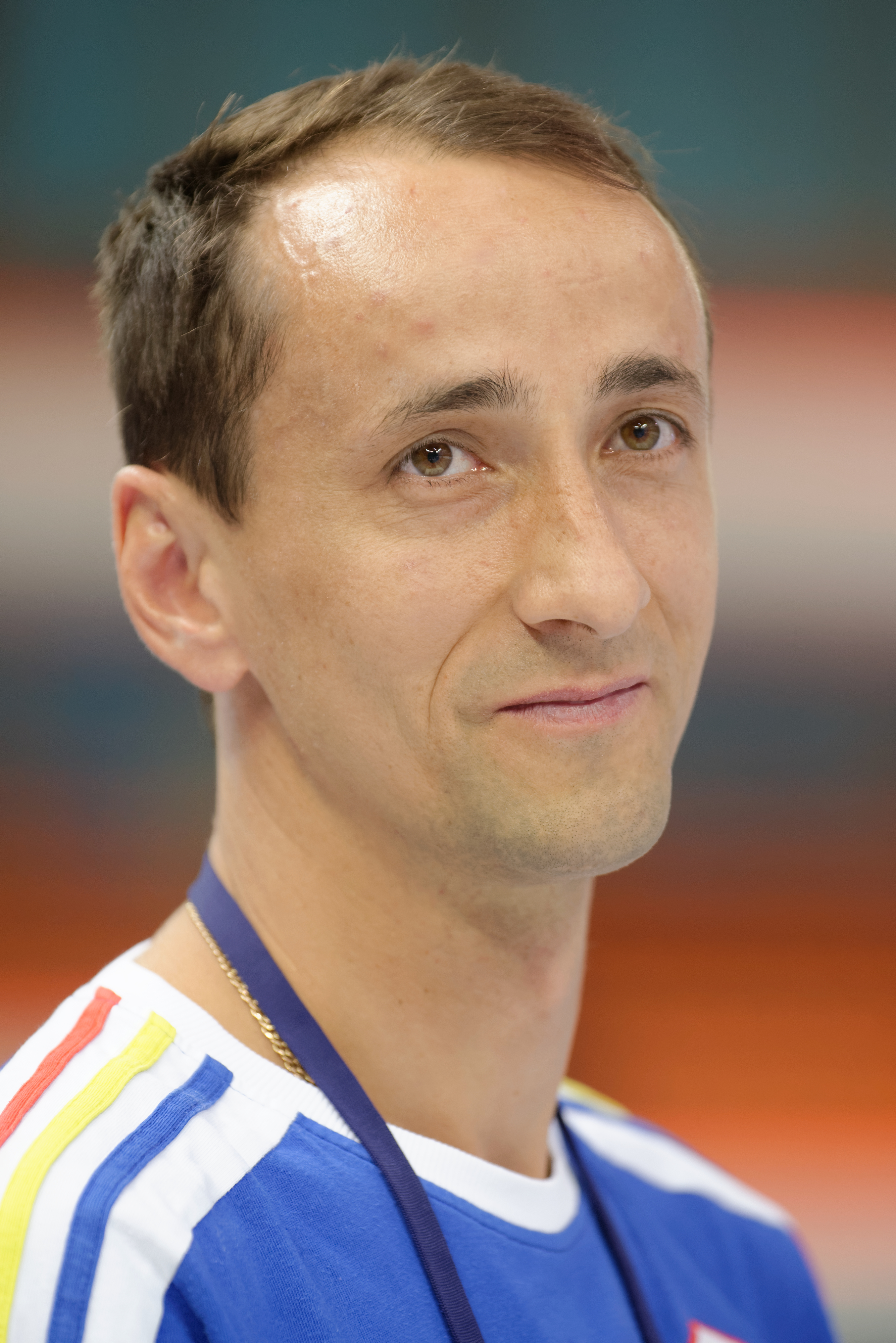
Mihai Covaliu, scrimer român
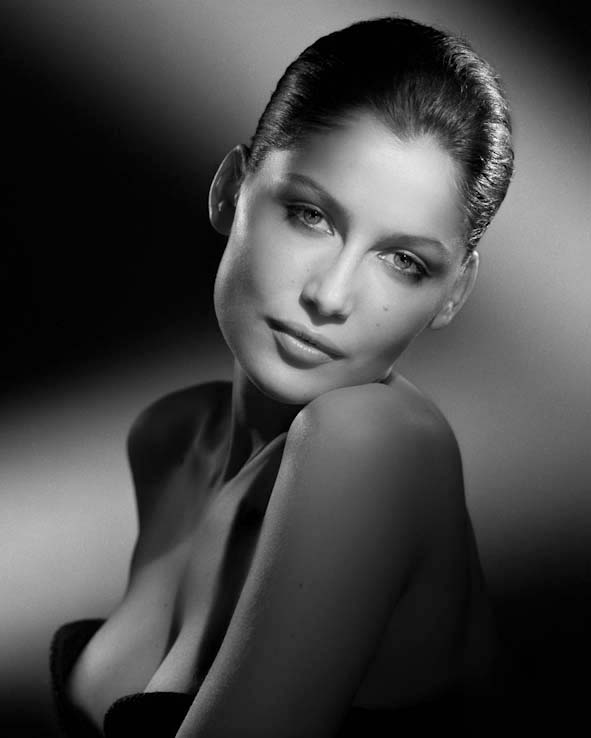
Laetitia Casta, supermodel și actriță franceză

- 1948: Nirj Deva, politician britanic
- 1952: Shohreh Aghdashloo, actriță iraniană
- 1952: Frances Fisher, actriță americană de origine engleză
- 1963: Natasha Richardson, actriță britanică de teatru și film (d. 2009)
- 1964: Eugen Ovidiu Chirovici, scriitor român de limbă engleză
- 1964: John Parrott, jucător englez de snooker
- 1966: Christoph Schneider, muzician german, toboșarul trupei Rammstein
- 1977: Mihai Covaliu, scrimer și antrenor român de scrimă
- 1977: Janne Ahonen, săritor finlandez cu schiurile
- 1978: Laetitia Casta, supermodel și actriță franceză
- 1978: Romeo Stancu, fotbalist român
- 1979: Sorin Ghionea, fotbalist român
- 1984: Andres Iniesta, fotbalist spaniol
- 1987: Monica Roșu, gimnastă română
- 1989: Giovani dos Santos, fotbalist mexican
- 1999: Sabrina Carpenter, cântăreață și actriță americană

## Decese
- 0912: Leon al VI-lea, împărat bizantin (n. 866)
- 1610: Matteo Ricci, misionar iezuit italian (n. 1552)
- 1708: Jules Hardouin Mansart, arhitect francez (n. 1646)
- 1723: Jean Galbert de Campistron, dramaturg francez (n. 1656)
- 1778: William Pitt cel Bătrân, prim-ministru al Marii Britanii (n. 1708)
- 1812: Spencer Perceval, prim-ministru al Marii Britanii (n. 1762)
- 1845: Carl Filtsch, pianist și compozitor sas (n. 1830)

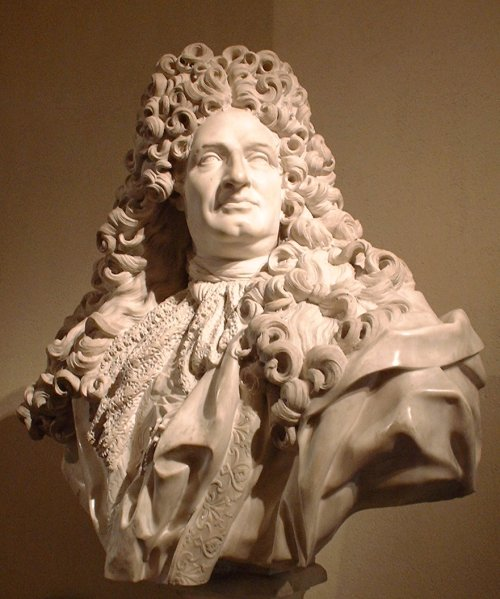
Jules Hardouin Mansart, arhitect francez
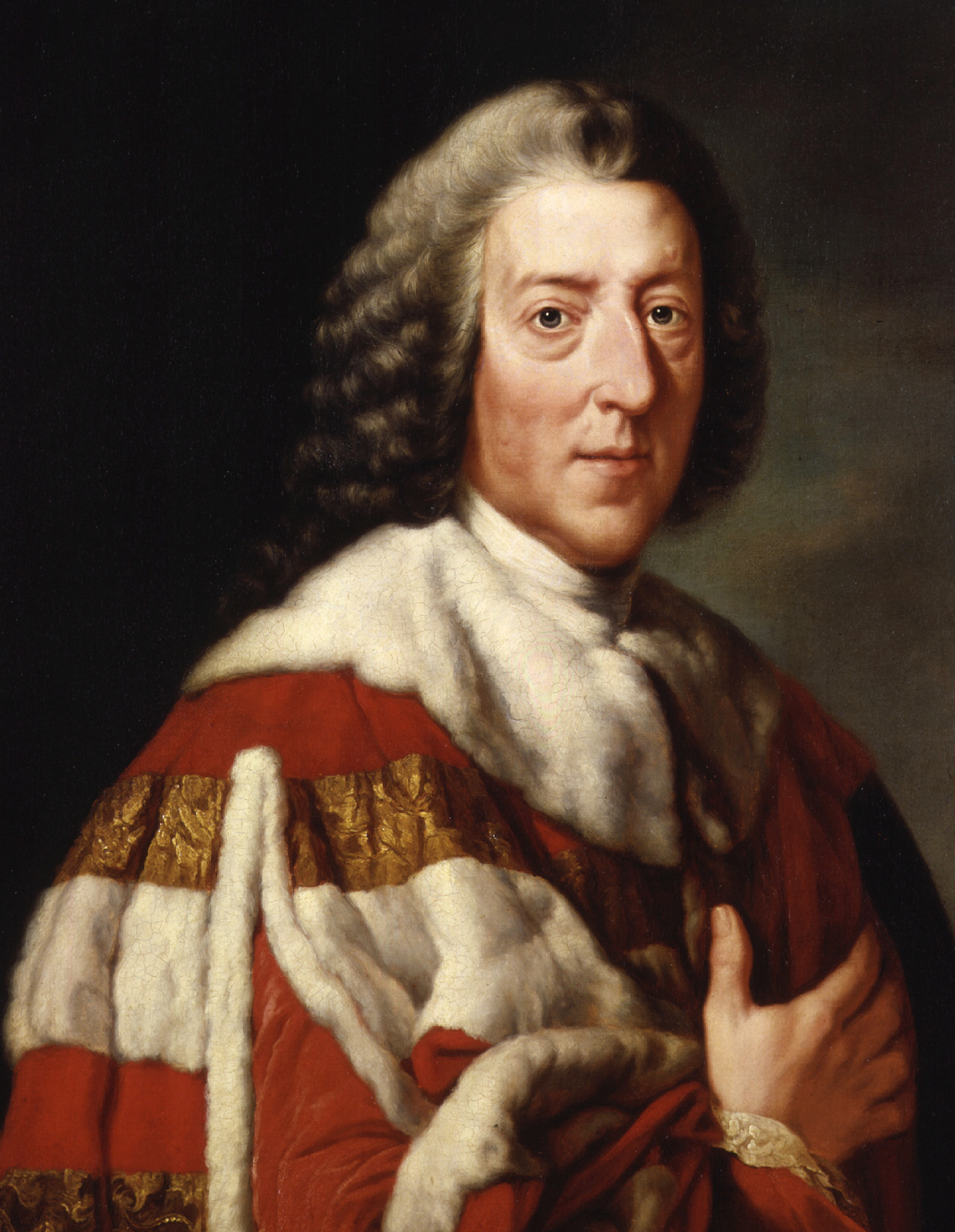
William Pitt cel Bătrân, prim-ministru al Marii Britanii
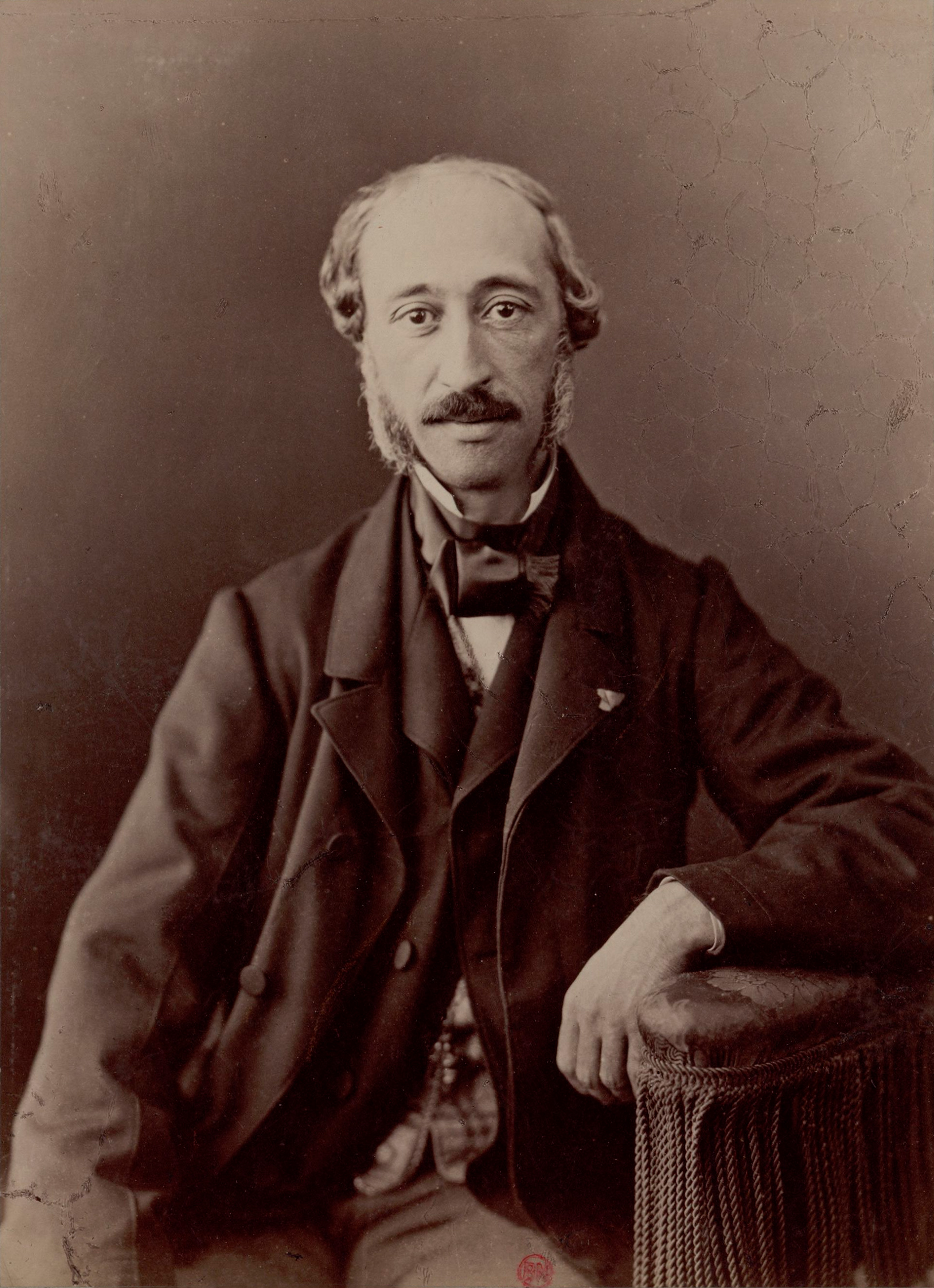
Alexandre-Edmond Becquerel, fizician francez

- 1871: John Herschel, matematician și astronom britanic (n. 1792)
- 1884: Nicolae Rosetti-Bălănescu, politician român (n. 1827)
- 1887: Jean-Baptiste Boussingault, chimist francez (n. 1802)
- 1891: Alexandre-Edmond Becquerel, fizician francez (n. 1820)
- 1916: Max Reger, compozitor german (n. 1873)
- 1916: Karl Schwarzschild, astronom și fizician german (n. 1873)
- 1920: William Dean Howells, scriitor american (n. 1837)
- 1927: Juan Gris, pictor spaniol (n. 1887)
- 1958: Ion Breazu, istoric și critic literar (n. 1901)
- 1976: Alvar Aalto, arhitect finlandez (n. 1898)
- 1979: Joan Chandler, actriță americană (n. 1923)
- 1980: Géza Vida, sculptor român de etnie maghiară (n. 1913)
- 1981: Odd Hassel, chimist norvegian, laureat al Premiului Nobel (n. 1897)
- 1981: Bob Marley, solist jamaican (n. 1945)
- 1988: Kim Philby, spioană britanică (n. 1912)
- 1989: Naum Corcescu, sculptor român (n. 1922)

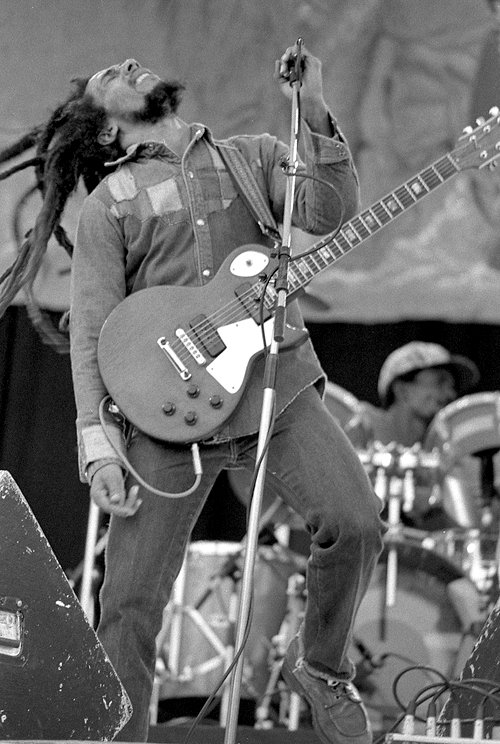
Bob Marley, solist jamaican
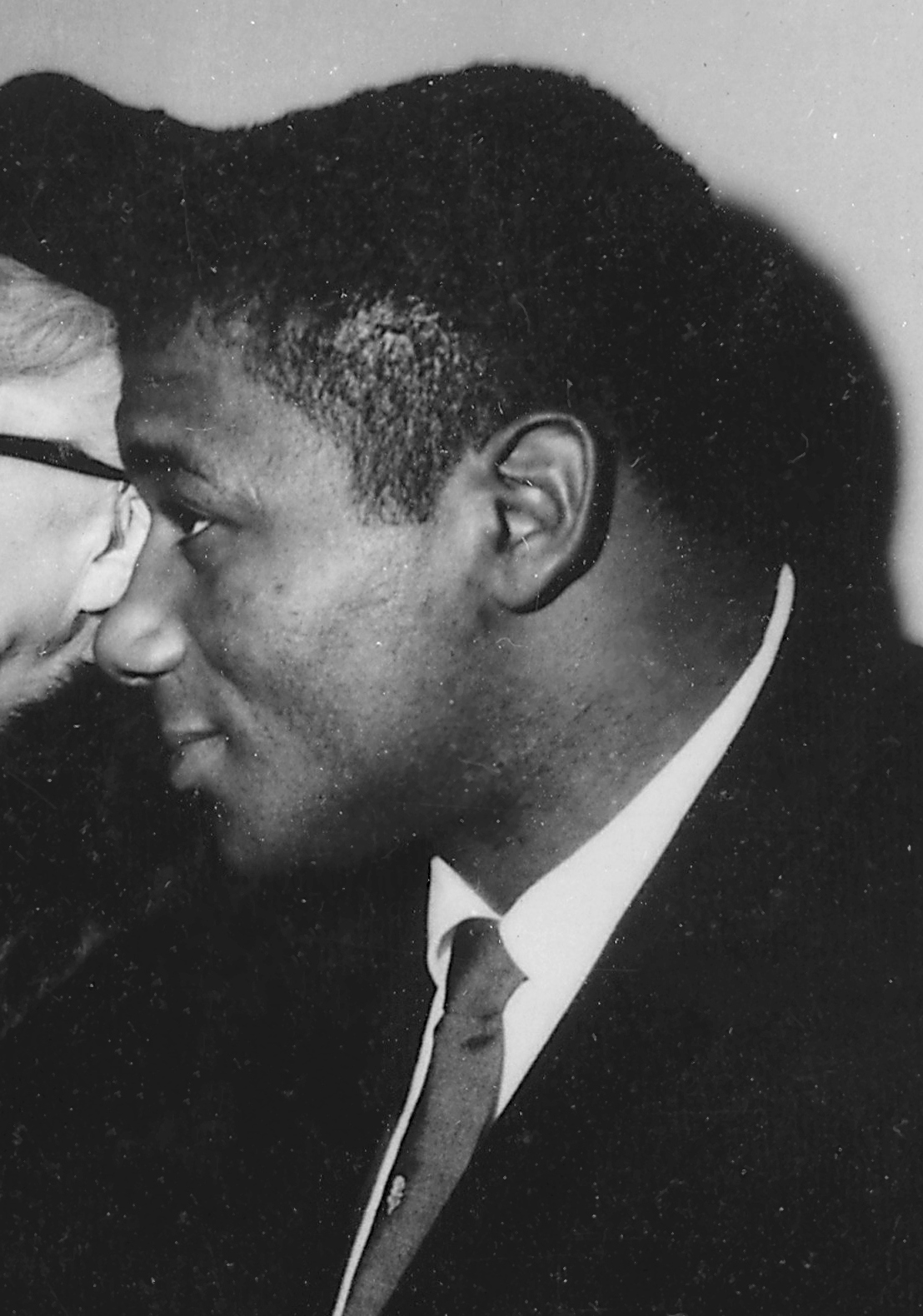
Floyd Patterson, boxer american
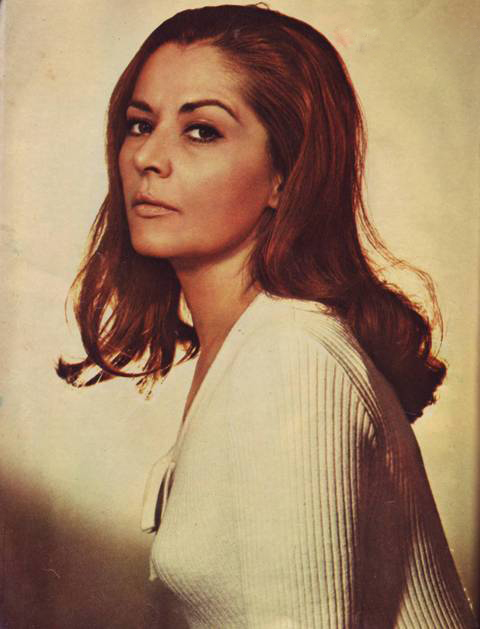
Margareta Pogonat, actriță română

- 1995: George Uscătescu, filosof, estetician și sociolog român stabilit în Spania (n. 1919)
- 2001: Douglas Adams, autor englez (n. 1952)
- 2002: Joseph Bonanno, gangster american de origine italiană (n. 1905)
- 2003: Noel Redding, basist englez (The Jimi Hendrix Experience) (n. 1945)
- 2006: Floyd Patterson, boxer american (n. 1935)
- 2010: Imre Tóth, filosof născut în România (n. 1921)
- 2014: Margareta Pogonat, actriță română (n. 1933)
- 2019: Peggy Lipton, actriță americană de film (n. 1946)
- 2020: Jerry Stiller, actor, comedian și autor american (n. 1927)

## Sărbători
- Sfinții sfințiți: Mochie, Acachie și Dioscur; Sfinții Chiril și Metodie, Apostolii slavilor (calendar ortodox)
- Ziua Tatălui în România (anul 2014)